# Telmatactis ambonensis
Telmatactis ambonensis är en havsanemonart som först beskrevs av Casimir R. Kwietniewski 1898.  Telmatactis ambonensis ingår i släktet Telmatactis och familjen Isophelliidae. Inga underarter finns listade i Catalogue of Life.